# Adenocalymma tanaeciicarpum
Adenocalymma tanaeciicarpum là một loài thực vật có hoa trong họ Chùm ớt. Loài này được (A.H.Gentry) L.G.Lohmann mô tả khoa học đầu tiên năm 2008.